# William S. Massey
Pour les articles homonymes, voir Schumacher, William Massey (homonymie) et Massey.
Ne pas confondre avec William A. Massey, également mathématicien.
William Schumacher Massey (1920-2017) est un mathématicien américain connu pour ses travaux et ouvrages de référence,, en topologie algébrique. Le produit de Massey (en) et le théorème de Blakers-Massey (en) portent son nom. Il a aussi travaillé sur la formulation de la théorie des suites spectrales en termes de couples exacts,.

## Biographie
William Massey a été étudiant de premier cycle à l'université de Chicago. Après avoir servi dans l'US Navy pendant la Seconde Guerre mondiale, il a obtenu un Ph.D. de l'université de Princeton en 1949, sous la direction de Norman Steenrod. Il a passé deux ans de plus à Princeton comme chercheur postdoctoral puis a enseigné pendant dix ans à l'université Brown. De 1960 jusqu'à sa retraite, il était professeur à l'université Yale.